# Dong Abay
Dong Abay (Manila, 5 de abril de 1971), es un cantante, compositor y músico filipino, de estilo género rock. Miembro fundador y vocalista de bandas las bandas Yano, Pan, y Dongabay. A partir del 2008 inició su carrera como artista independiente. Actualmente se presenta como solista acompañado por su banda "Dong Abay Music Organization" o D.A.M.O.

## Vida personal
Nacido el 5 de abril de 1971, actualmente se encuentra casado con Ninj Botor Reyes. Junto a su esposa tiene un hijo llamado Awit (que en Filipino significa "Canción"), nacido el 15 de mayo de 2002.

## Carrera musical
Fue vocalista de dos agrupaciones y miembro de las bandas Yano y Pan, que ahora está desintegrada. A partir de diciembre de 2005, es actualmente vocalista con su nueva banda llamada Dongabay. Fue miembro fundador, compositor y primera voz de las bandas como Yano, Pan, y Dongabay, que ahora están desintegrados. A partir de enero de 2008, ejerce su carrera como solista. 
A principios de 2005, inició como artista independiente publicando un trabajo llamado "Sampol" ( "Muestra") en la Universidad de Filipinas, como parte de su tesis de grado en Artes. Este trabajo consta de pistas de acústica, que fueron más adelante empleadas como piezas completas en su trabajo titulado "Flipino", lanzado en mayo de 2006. Este álbum fue producido por Robin Rivera, profesor de Estudios de Arte de Abay en la Universidad de Filipinas y productor de la banda filipina "Eraserheads". Rivera contrató a músicos de Eraserheads como Raimund Marasigan y Buddy Zabala para tocar en la grabación de Flipino. Este álbum ha demostrado la pertinencia de Abay en la música de Filipinas al lanzar las canciones "Perpekto" ( "Perfecto"), "Bombardment" (Bombardeo) y "Tuyo" ( "Seco"). Un mes antes del lanzamiento de "Flipino", Abay obtuvo su grado en Artes en estudios Filipinos (áreas: Creación literaria en filipino y Humanidades) de la Universidad de las Filipinas, después de 18 largos años de estudio.